# 贴票机

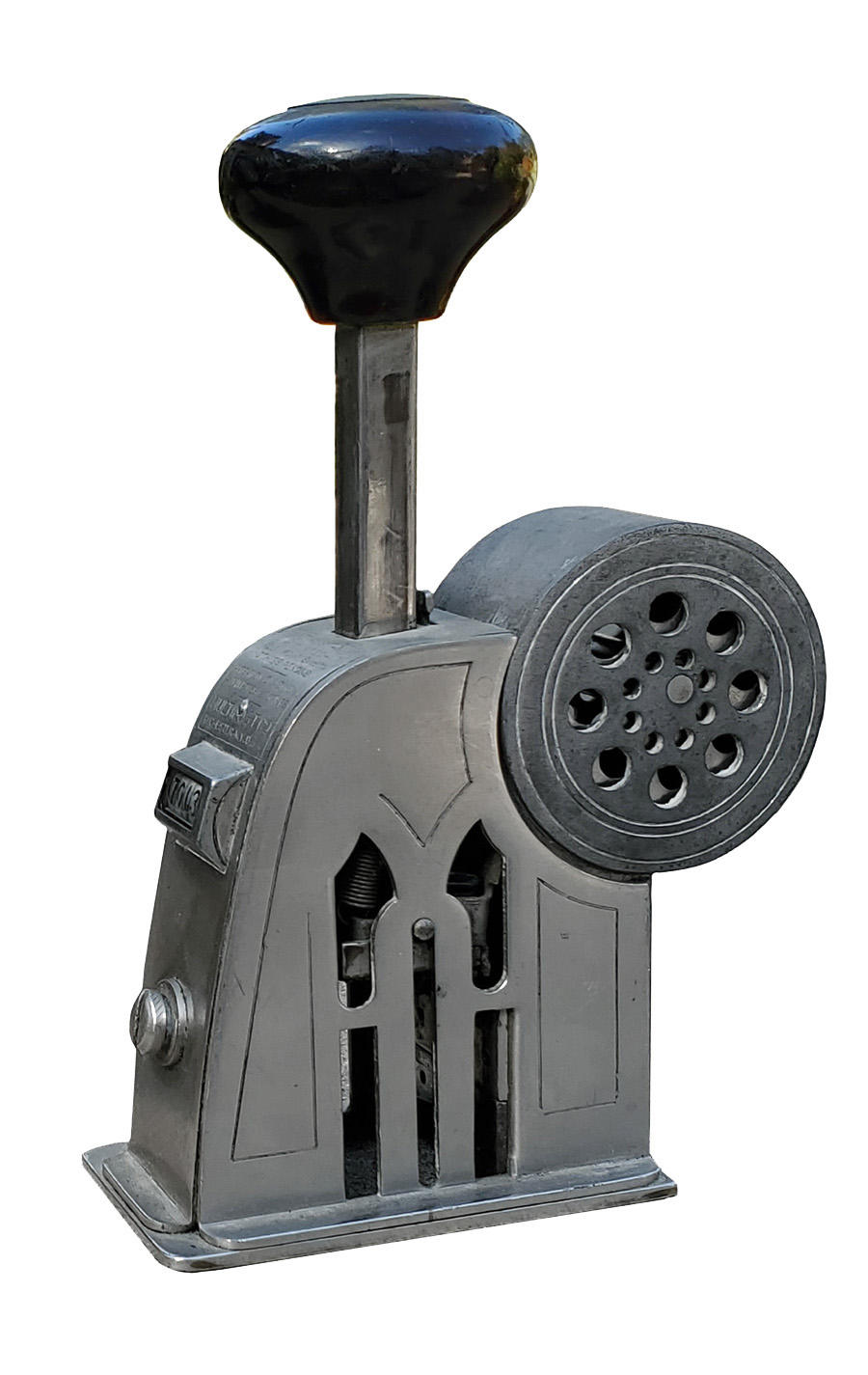
约1912年的多次贴票机

贴票机是一种将邮票贴在信封、明信片或包封纸上的机器，最早出现于 19 世纪 50 年代，但直到 20 世纪初才得到广泛应用。贴票机的出现是为了满足处理大宗邮件时需以机械方式批量粘贴邮票的需要。使用贴邮机的另一个原因是为了让拥有大量卷状邮票存货的员工更难偷窃邮票。第一台广泛使用的机器是由挪威人恩格尔·弗兰克穆斯勒（Engle Frankmussler）于 1884 年发明的，他发明了当时被称为“邮票贴合机”的机器，是一种曲柄操作的坚固机器，虽然效率高，但很容易被篡改。

## 另请参见
- 邮资机